# Géza Fejér

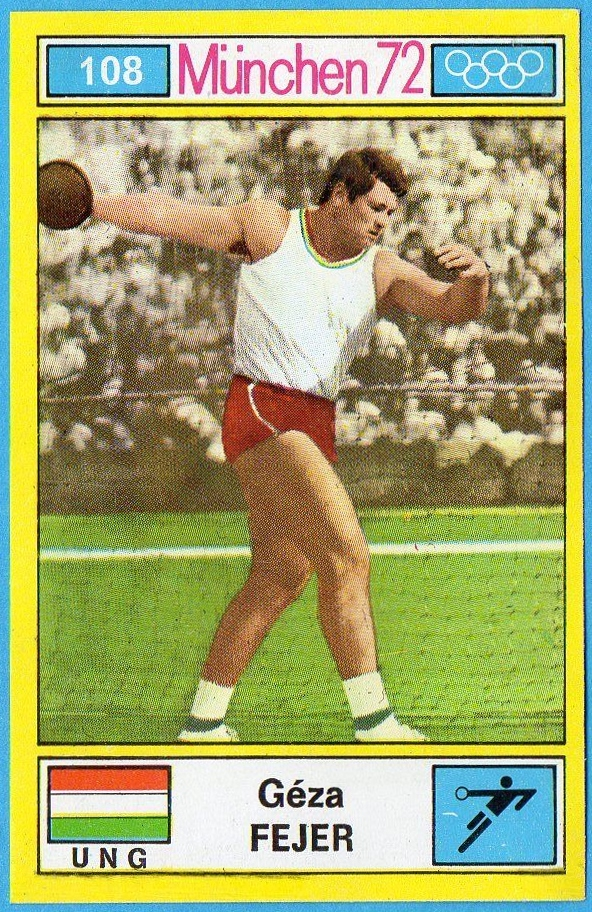
Géza Fejér

Géza Fejér (* 20. April 1945 in Budapest) ist ein ehemaliger ungarischer Diskuswerfer und Kugelstoßer.
1964 siegte er bei den Europäischen Juniorenspielen in Warschau im Diskuswurf und im Kugelstoßen. Bei den Europameisterschaften 1966 in Budapest schied er im Kugelstoßen und im Diskuswurf jeweils in der Qualifikation aus.
Im Diskuswurf wurde er bei den Europameisterschaften 1969 in Athen Zehnter und gewann bei den Europameisterschaften 1971 in Helsinki Bronze.
Bei den Olympischen Spielen 1972 in München wurde er Fünfter und bei den Europameisterschaften 1974 in Rom Neunter.
Achtmal wurde er Ungarischer Meister im Diskuswurf (1964, 1966, 1967, 1971–1973, 1975, 1979) und einmal Ungarischer Hallenmeister im Kugelstoßen (1976).

## Persönliche Bestleistungen
- Kugelstoßen: 18,23 m, 23. Mai 1971, Budapest
- Diskuswurf: 66,92 m, 3. Juli 1971, Budapest